# Милош Благојевић
Милош Благојевић (Милетићево, код Пландишта, 17. октобар 1930 — Београд, 27. јун 2012) био је српски историчар, члан САНУ. Бавио се проучавањем српске историје средњег века, са тежиштем на проучавању историјске географије и друштвено-економских односа у средњовековној Србији.

## Школовање
Основну школу је завршио у родном месту. Гимназију је похађао у Вршцу а Војно поморску академију у Сплиту завршио је 1951. године. Октобра исте године ухапшен је због наводне делатности по линији Информбироа и осуђен на шест година строгог затвора. Казну је издржавао у концентрационим логорима за официре у Билећи и на Голом отоку. Казна му је смањена за две године па је са Голог отока пуштен условно крајем 1955. године.

## Академска каријера
На Филозофском факултету у Београду, Одељењу за историју, дипломирао је 1960. године са средњом оценом 9,40 али због поменуте казне није му омогућено да буде примљен за асистента, нити да се одмах упише на постдипломске студије. Радио је две године у основној школи у Милетићеву, да би 1962. године постао асистент Историјског института САНУ у Београду у којем је радио до 1972. године. Определио се да проучава српску средњовековну историју, посебно привредну и друштвену историју. Магистарски рад Планине и пашњаци у средњовековној Србији, одбранио је 1966. а докторску тезу Земљорадња у средњовековној Србији 1970. године.
За научног сарадника Историјског института изабран је 1971, а за доцента Филозофског факултета у Београду, за предмет Историјска географија, 1972. За ванредног професора изабран је 1977, а за редовног професора Филозофског факултета у Београду 1983. године. Као наставник Филозофског факултета учествовао је у раду многих конисија као члан или председник. У више сазива био је члан савета факултета а од 1994. и председник Савета. Школске 1994-1995. изабран је за шефа Катедре за националну историју средњег века. Пензионисан је 1996.

## Научни рад
У току свог научно-истраживачког рада објавио је више од 50 научних радова, не рачунајући бројне прилоге у енциклопедијама, историјске карте, приказе и чланке у новинама. Најобимнија истраживања је извршио у области пољопривредне производње и аграрних односа у средњовековној Србији. Резултате до којих је дошао објавио је у студијама: Земљорадња у средњовековној Србији, Планине и пашњаци у средњовековној Србији, Закон св. Симеона и св. Саве, као и у неколико мањих чланака. У настојању да што верније прикаже систем обавеза и дажбина, био је упућен да се позабави проучавањем старих мера. Огледао се у неколико махова и на подручју дипломатике, утврдивши или исправивши датирање појединих повеља. Неколико мањих или већих прилога објавио је из историјске географије. Међу њима посебно се издваја синтетичко дело: Преглед историјске географије средњовековне Србије. Учествовао је у изради великих синтеза, као што је Историја српског народа у издању Српске књижевне задруге и посебних, намењених широкој читалачкој публици: Србија у доба Немањића, Српски народ и српске земље у средњем веку. Последњих година посветио је већу пажњу доктрини српске средњовековне државности и владарској идеологији. Као резултат ових интересовања настали су радови: Студеница-манастир заштитника српске државе, О националним и државним интересима у делима Доментијана, Архиепископ Сава-вожд отачаства.

## Важнији радови
- Благојевић, Милош (1965). „Средњовековни забел”. Историјски часопис. 14-15 (1963-1965): 1—17.
- Благојевић, Милош (1966). „Планине и пашњаци у средњовековној Србији (XIII и XIV век)”. Историјски гласник. 19 (2-3): 3—95.
- Благојевић, Милош (1969). „Лукно по стонској мери”. Историјски гласник. 22 (1): 41—50.
- Благојевић, Милош (1970). „Када је краљ Душан потврдио Дечанску хрисовуљу?”. Историјски часопис. 16-17 (1966-1967): 79—86.
- Благојевић, Милош (1971). „Оброк и приселица”. Историјски часопис. 18: 165—188.
- Благојевић, Милош (1972). „Манастирски поседи крушевачког краја”. Крушевац кроз векове. Крушевац: Народни музеј. стр. 25—48.
- Благојевић, Милош (1972). „Прилог проучавању средњовековних мера: Которски стар и квадрањол, корчулански гоњај и кварта”. Историјски гласник. 25 (1): 95—110.
- Благојевић, Милош (1973). Земљорадња у средњовековној Србији (1. изд.). Београд: Историјски институт.
  - Благојевић, Милош (2004) [1973]. Земљорадња у средњовековној Србији (2. изд.). Београд: Службени лист СЦГ.
- Благојевић, Милош (1973). „Величина делова у Сланском приморју”. Историјски часопис. 20: 139—147.
- Благојевић, Милош (1976). „О положају становништва пријепољског краја у доба Немањића”. Симпозијум Сеоски дани Сретена Вукосављевића. 3: 223—233.
- Благојевић, Милош (1976). „Тепчије у средњовековној Србији, Босни и Хрватској”. Историјски гласник. 29 (1-2): 7—47.
- Благојевић, Милош (1976). „Сеченица (Σετζενιτζα), Стримон (Στρυμων) и Тара (Ταρα) у делу Јована Кинама”. Зборник радова Византолошког института. 17: 65—76.
- Благојевић, Милош (1979). „Закон светога Симеона и светога Саве”. Сава Немањић-свети Сава: Историја и предање. Београд: САНУ. стр. 129—166.
- Благојевић, Милош (1979). „Босанско Завршје”. Зборник Филозофског факултета у Београду. 14 (1): 97—114.
- Благојевић, Милош (1982). „Савладарство у српским земљама после смрти цара Уроша”. Зборник радова Византолошког института. 21: 183—212.
- Благојевић, Милош (1982). „Врховна власт и државна управа”. Историја српског народа. 2. Београд: Српска књижевна задруга. стр. 109—127.
- Благојевић, Милош; Спремић, Момчило (1982). „Слом Црнојевића”. Историја српског народа. 2. Београд: Српска књижевна задруга. стр. 414—430.
- Благојевић, Милош (1983). „Преглед историјске географије средњовековне Србије”. Зборник Историјског музеја Србије. 20: 45—126.
- Благојевић, Милош (1983). „Господари Срба и Подунавља: Прилог српској дипломатици”. Историјски гласник. 36 (1-2): 43—52.
- Благојевић, Милош (1985). „Владаније кнеза Лазара у Приморју”. Зборник Филозофског факултета у Београду. 15 (1): 97—114.
- Благојевић, Милош (1987). „Крајишта средњовековне Србије од 1371. до 1459. године”. Историјски гласник. 40 (1-2): 29—42.
- Благојевић, Милош (1989). „Студеница - манастир заштитника српске државе”. Студеница и византијска уметност око 1200. године. Београд: САНУ. стр. 51—66.
- Благојевић, Милош (1989). Србија у доба Немањића: Од кнежевине до царства 1168-1371. Београд: Вајат.
- Благојевић, Милош (1989). „Крајишта средњовековне Србије”. Војне Крајине у југословенским земљама у новом веку до Карловачког мира 1699. Београд: САНУ. стр. 27—46.
- Благојевић, Милош (1992). „Српски народ и српске земље у средњем веку”. Векови Срба: Срби, српске државе и земље. Горњи Милановац: Данкомерц. стр. 9—92.
- Благојевић, Милош (1994). „О националним и државним интересима у делима Доментијана: Срби изабрани народ”. Историјски гласник. 47 (1-2): 15—28.
- Благојевић, Милош (1995). „Источна граница деспотовине од 1428. до 1439. године”. Историјски гласник. 48 (1-2): 23—36.
- Благојевић, Милош (1996). „Жупа Реке и Дендра (Δένδρα) Јована Кинама”. Зборник радова Византолошког института. 35: 197—212.
- Благојевић, Милош (1997). Државна управа у српским средњовековним земљама (1. изд.). Београд: Службени лист СРЈ.
  - Благојевић, Милош (2001) [1997]. Државна управа у српским средњовековним земљама (2. изд.). Београд: Службени лист СРЈ.
- Благојевић, Милош (1997). „Српске удеоне кнежевине”. Зборник радова Византолошког института. 36: 45—62.
- Благојевић, Милош (1998). Србија Немањића и Хиландар. Нови Сад: Друштво историчара Јужнобачког и Сремског округа.
- Благојевић, Милош (2000). „О спорним митрополијама Цариградске и Српске патријаршије”. Зборник радова Византолошког института. 38 (1999-2000): 359—372.
- Благојевић, Милош; Медаковић, Дејан (2000). Историја српске државности. 1. Нови Сад: Огранак САНУ.
- Благојевић, Милош (2000). „Реформа државне управе и Душанов законик”. Душанов законик - 650 година од његовог доношења. Бања Лука: Академија наука и умјетности Републике Српске. стр. 51—70.
- Благојевић, Милош (2000). „Секуларизација хиландарских поседа у средњовековној Србији”. Осам векова Хиландара: Историја, духовни живот, књижевност, уметност и архитектура. Београд: САНУ. стр. 51—58.
- Благојевић, Милош (2001). „Соће - основни порез средњовековне Србије”. Глас САНУ. 390 (11): 1—44.
- Благојевић, Милош (2002). „Сродствена терминологија и хијерархија владара у списима Константина Филозофа и његових савременика” (PDF). Зборник радова Византолошког института. 39 (2001-2002): 225—235.
- Благојевић, Милош (2003). „О аграрним односима у Полимљу крајем XII и почетком XIII века”. Краљ Владислав и Србија XIII века. Београд: Историјски институт. стр. 7—23.
- Благојевић, Милош (2003). „Државност земље Павловића”. Земља Павловића: Средњи вијек и период турске владавине. Бања Лука: Академија наука и умјетности Републике Српске. стр. 113—144.
- Благојевић, Милош (2004). Немањићи и Лазаревићи и српска средњовековна државност. Београд: Завод за уџбенике и наставна средства.
- Благојевић, Милош (2004). „Велики кнез и земаљски кнез”. Зборник радова Византолошког института. 41: 293—318.
- Благојевић, Милош (2004). „Српске владарке - ктитори Хиландара”. Хиландарски зборник. 11: 7—26.
- Благојевић, Милош (2004). „Меропси и отроци - баштиници и посадници у Грбаљском рукопису Душановог законика”. Глас САНУ. 396 (12): 21—60.
- Благојевић, Милош (2005). „Терминологија Душановог законика и савремени језик”. Законик цара Стефана Душана: Зборник радова. Београд: САНУ. стр. 2—20.
- Благојевић, Милош (2005). „Влашки кнезови, премићури и челници у држави Немањића и Котроманића (XIII-XIV век)”. Споменица Милана Васића. Бања Лука: Академија наука и умјетности Републике Српске. стр. 43—77.
- Благојевић, Милош (2005). „Баштиници и посадници у Грбљу у XIV и XV веку”. Грбаљ кроз вјекове. Грбаљ: Друштво за обнову Манастира Подластва. стр. 147—156.
- Благојевић, Милош (2005). „Спорови око средњовековних међа” (PDF). Зборник Матице српске за историју. 71-72: 7—28.
- Благојевић, Милош (2006). Поседи манастира Хиландара на Косову и Метохији (XII-XV век): The Estates of Chilandar Monastery in Kosovo and Metohija (12th-15th centuries). Београд: Завод за уџбенике и наставна средства.
- Благојевић, Милош (2006). „Српска административна подела Косова и Метохије у XII веку” (PDF). Срби на Косову и у Метохији: Зборник радова са научног скупа. Београд: Српска академија наука и уметности. стр. 125—138. Архивирано из оригинала 27. 07. 2011. г. Приступљено 19. 04. 2021.
- Благојевић, Милош (2006). „Титуле принчева из куће Немањића у XII и XIII веку”. Манастир Морача. Београд: Балканолошки институт САНУ. стр. 33—44.
- Благојевић, Милош (2007). Земљораднички закон: Средњовековни рукопис. Београд: САНУ.
- Благојевић, Милош (2007). „Територије кнеза Лазара на Косову и Метохији”. Косово и Метохија: Прошлост, садашњост, будућност. Београд: САНУ. стр. 5—18.
- Благојевић, Милош (2007). „Арбанаси у светлости настаријих српских извора” (PDF). Зборник Матице српске за историју. 75-76: 7—22.
- Благојевић, Милош (2007). „Закон господина Константина и царице Јевдокије”. Зборник радова Византолошког института. 44: 447—458.
- Благојевић, Милош (2008). „Српски сабори и сабори отачаства Немањића и Лазаревића” (PDF). Глас САНУ. 410 (14): 1—40.
- Благојевић, Милош (2008). „Хиландарски поседи на Косову и Метохији (XII-XV век)”. Хиландарски зборник. 12: 11—34.
- Благојевић, Милош (2009). „О једнаким обавезама становништва у хрисовуљама манастира Св. Георгија код Скопља”. Зборник радова Византолошког института. 46: 149—165.
- Благојевић, Милош (2009). „О издаји или невери Вука Бранковића” (PDF). Зборник Матице српске за историју. 79-80: 7—42.
- Благојевић, Милош (2009). „Посебни закони на манастирским властелинствима”. Средњовековно право у Срба у огледалу историјских извора. Београд: САНУ. стр. 21—33.
- Благојевић, Милош (2009). Захумско-херцеговачка епископија и митрополија од оснивања до краја XIX века. Београд: Свет књиге.
- Благојевић, Милош (2010). „О предаји Београда краљу Жигмунду 1427. године”. Зборник Матице српске за историју. 82: 7—22.
- Благојевић, Милош (2010). „Историјска географија у делима Љубомира Ковачевића: Брсково и Област Бранковића”. Глас САНУ. 414 (15): 29—41.
- Благојевић, Милош (2010). „Сима Ћирковић - историчар и академик”. Глас САНУ. 414 (15): 249—254.
- Благојевић, Милош (2011). Српска државност у средњем веку. Београд: Српска књижевна задруга.
- Благојевић, Милош (2011). „Деспот Ђурађ Вуковић и српска државност”. Пад Српске деспотовине 1459. године. Београд: Српска академија наука и уметности. стр. 33—55.
- Благојевић, Милош (2011). „Немањићи и државност Дукље-Зете-Црне Горе” (PDF). Зборник Матице српске за историју. 83: 7—24.
- Благојевић, Милош (2012). „Утицај Византије на аграрне односе у средњовековној Србији” (PDF). Византијски свет на Балкану. 2. Београд: Византолошки институ. стр. 235—252. Архивирано из оригинала (PDF) 09. 12. 2017. г. Приступљено 18. 04. 2021.